# أغبالو (إقليم خنيفرة)
 أغبالو  (بالإنجليزية: AGHBALOU)‏ هي جماعة قروية تابعة لإقليم خنيفرة ضمن جهة مكناس تافيلالت بالمغرب. بلغ مجموع عدد سكان  أغبالو  حسب إحصاءات 2004 حوالي 8292 نسمة يعيشون في 1584 أسرة.